# Фолькетинг
Фо́лькетинг (дат. Folketinget — букв. «народный совет») — парламент Дании.

## Состав
Состоит из 179 депутатов, избирающихся на 4 года.

## Избирательная система
Из 179 депутатов фолькетинга 135 избираются по пропорциональной системе по многомандатным избирательным округам (Storkreds) по методу д’Ондта, 40 мест — между кандидатскими списками, которые не получили достаточного числа голосов в многомандатных избирательных округах по пропорциональной системе по трём многомандатным избирательным округам (соответствуют трём основным частям страны — столица, Зеландия-Южная Дания, Центральная Ютландия-Северная Ютландия) по методу Сент-Лагю, при этом любой кандидат получивший большинство в любом из 92 одномандатных избирательных округов (Valgkreds) проходит в Фолькетинг автоматически независимо от того смог ли его кандидатский список получить хотя бы один мандат. По 2 члена парламента избираются от Фарерских островов и от Гренландии.

### Избирательные округа
- Многомандатный избирательный округ «Копенгаген» (Københavns Storkreds) (16 мест)
- Многомандатный избирательный округ «Большой Копенгаген» (Københavns Omegns Storkreds) (11 мест)
- Многомандатный избирательный округ «Северная Зеландия» (Nordsjællands Storkreds) (10 мест)
- Многомандатный избирательный округ «Борнхольм» (Bornholms Storkreds) (2 места)
- Многомандатный избирательный округ «Зеландия» (Sjællands Storkreds) (20 мест)
- Многомандатный избирательный округ «Фюн» (Fyns Storkreds) (12 мест)
- Многомандатный избирательный округ «Южная Ютландия» (Sydjyllands Storkreds) (18 мест)
- Многомандатный избирательный округ «Восточная Ютландия» (Østjyllands Storkreds) (18 мест)
- Многомандатный избирательный округ «Западная Ютландия» (Vestjyllands Storkreds) (13 мест)
- Многомандатный избирательный округ «Северная Ютландия» (Nordjyllands Storkreds) (15 мест)

### Избирательное право
Избирателями являются граждане Дании в возрасте от 18 лет.

## Структура
- Председатель (Folketingets formand);
- Четыре заместителя председателя (næstformand);
- Президиум (Folketingets Præsidium), состоит из председателя фолькетинга, заместителей председателя фолькетинга и четырёх секретарей фолькетинга;
- Группы, избиравшие из своего состава председателей групп (Gruppeformand), заместителей председателей групп (Gruppenæstformand) и секретарей групп (Gruppesekretærer).

## Комитеты
- (политико-правовые вопросы)
  - Комитет по делам обороны (Forsvarsudvalget)
  - Комитет по иностранным делам (Udenrigsudvalget)
  - Комитет по праву (Retsudvalget)
  - Комитет по внутренним делам (Indfødsretsudvalget)
  - Комитет по делам Европейского союза (Europaudvalget)
  - Комитет по делам Фарерских островов (Færøudvalget)
  - Комитет по делам Гренландии (Grønlandsudvalget)
- (экономические вопросы)
  - Комитет по финансам (Finansudvalget)
  - Комитет по вопросам налогов (Skatteudvalget)
  - Комитет по транспорту (Transportudvalget)
- (общественно-социальные вопросы)
  - Комитет по занятости (Beskæftigelsesudvalget)
  - Комитет по делам церкви (Kirkeudvalget)
  - Комитет по делам культуры (Kulturudvalget)
  - Комитет по социальным вопросам и по делам пенсионеров (Social- og Ældreudvalget)
  - Комитет по делам здравоохранения (Sundhedsudvalget)
  - Комитет по образованию и науке (Uddannelses- og Forskningsudvalget)
- (процедурные вопросы)
  - Комитет по регламенту (Udvalget for Forretningsordenen)
  - Мандатный комитет (Udvalget til Valgs Prøvelse)

## Результаты последних выборов
Последние выборы в фолькетинг прошли 1 ноября 2022 года
| Партия                           | Голосов | Мест | Δ     |
| -------------------------------- | ------- | ---- | ----- |
| Социал-демократы                 | 27,5 %  | 50   | ▲ 2   |
| Венстре                          | 13,3 %  | 23   | ▼ 20  |
| Умеренные                        | 9,3 %   | 16   | новая |
| Социалистическая народная партия | 8,3 %   | 15   | ▲ 1   |
| Датские демократы                | 8,1 %   | 14   | новая |
| Либеральный альянс               | 7,9 %   | 14   | ▲ 10  |
| Консервативная народная партия   | 5,5 %   | 10   | ▼ 2   |
| Красно-зелёная коалиция          | 5,2 %   | 9    | ▼ 4   |
| Радикальная Венстре              | 3,8 %   | 7    | ▼ 9   |
| Новые правые                     | 3,7 %   | 6    | ▲ 2   |
| Альтернатива                     | 3,3 %   | 6    | ▲ 1   |
| Датская народная партия          | 2,6 %   | 5    | ▼ 11  |
| Народное сообщество              |         | 1    | →     |
| Вперёд                           |         | 1    | →     |
| Партия союза                     |         | 1    | →     |
| Социал-демократическая партия    |         | 1    | →     |